# Вайсбанд, Марина
Марина Вайсбанд (нем. Marina Weisband; р. 1987, Киев) — немецко-еврейский политик. С мая 2011 по апрель 2012 года была политическим директором Пиратской партии Германии.

## Биография
Марина Вайсбанд выросла в Киеве, в семье Оксаны Вайсбанд (Онуфриенко) и Игоря Вайсбанда. Дед Марины Давид Вайсбанд принимал участие во Второй мировой войне. В 1994 году семья переехала в Вупперталь в Германии по программе приема еврейских иммигрантов. После окончания школы в 2006 году она изучает психологию в университете Мюнстера.
Вайсбанд присоединилась к немецкой Пиратской партии в 2009 году. Девушку с новыми идеями заметили не только в Мюнстере, но и в Берлине. В мае 2011 года на общегерманском съезде «пиратов» Марина Вайсбанд была избрана одним из семи сопредседателей партии, набрав 67 процентов голосов делегатов съезда. В её ведении находятся политические вопросы. При этом Марине не пришлось переезжать в Берлин, так как большая часть работы в партии делается с помощью интернета. Лидеры партии живут и работают в разных регионах страны, а главный офис находится в столице. Широкая публика познакомилась с ней после того как Пиратская партия выиграла свои первые места в региональных выборах в Берлине 18 сентября 2011 года, набрав около 9 % голосов.
После провала попытки исключения из Пиратской партии отрицателя Холокоста и исторического ревизиониста в апреле 2012 года («Дело Бодо Т.»), при поддержке со стороны других высокопоставленных деятелей политической силы, она призвала членов своей партии к борьбе с антисемитизмом и правым экстремизмом в собственных рядах. Вскоре после этого Марина объявила, что не будет добиваться переизбрания в следующем месяце, сославшись на необходимость сосредоточить внимание на образовании; при этом она не исключила возвращения в политику после окончания университета.
Вайсбанд была одной из наиболее заметных представительниц Пиратской партии, её непринужденный стиль особенно привлекал молодых избирателей. Её хобби — рисование, живопись, танцы танго и ролевые игры. В январе 2013 года Марина была признана самой сексуальной женщиной-политиком по версии немецкого издания Playboy.
Известна также как художница, в городах Германии проходили её выставки. В марте 2013 года на Лейпцигской книжной ярмарке была представлена её первая книга «Мы называем это политикой: Идеи для современной демократии» (Wir nennen es Politik. Ideen für eine zeitgemäße Demokratie). Двумя неделями ранее неотредактированная версия была выложена в сеть для бесплатного скачивания — Вайсбанд желает, чтобы все читатели её книги имели возможность распространять её в Интернете без ограничений. Во время украинских протестов 2013—2014 годов выступала в Открытом университете Майдана с лекцией о делегативной демократии (liquid democracy).
В 2016 году она покинула Пиратскую партию ради участия в проекте Aula, направленном на развитие ученического самоуправления в школах. Объявив в сентябре 2016 года, что ушла из Пиратской партии год назад, мотивировала это тем, что из партии было изгнано прогрессивное крыло, оставив только консервативные силы, желающие «Интернета в рамках 1990-х». В мае 2018 года стало известно, что она консультирует партию Союз 90/Зелёные в разработке будущей базовой программы по вопросам сетевой политики. В октябре того же года она вступила в ряды «зелёных».
Марина замужем за Маркусом Розенфельдом (с 2013 года). В конце 2016 года у них родилась дочь. Вайсбанд описывает себя как правоверную иудейку. Помимо немецкого, у неё осталось и украинское гражданство.